# I.G. Farben
I.G. Farben (Interessen Gemeinschaft Farbenindustrie), var en tysk kemi- og medicinalkoncern, bestående af medicinalselskaberne Bayer og Hoechst, kemiselskabet BASF, samt en række mindre selskaber. I.G.Farben var i sin storhedstid verdens største kemi- og medicinalselskab, og den fjerdestørste industrikoncern i verden (efter General Motors, U.S. Steel og Standard Oil).
Efter nazisternes magtovertagelse i Tyskland blev koncernen ifølge dokumenterne fra Nürnbergprocessen "en integreret del" af det nazistiske regime i Tyskland fra 1933 til 1945. Den øverste ledelse af I.G.Farben blev efter 2. verdenskrig dømt for krigsforbrydelser, plyndring af konkurrerende virksomheder i de tysk-besatte områder, samt oprettelse og drift af koncentrationslejre og slavelejre under umenneskelige forhold. 
I.G.Farbens strategiske samarbejde med nazipartiet besegledes ifølge Nürnberg-dokumenterne, før nazisterne kom til magten. Det fremgik under retssagen bl.a. i form af en pengegave på 400.000 rigsmark fra I.G.Farbens finansafdeling til nazipartiets hemmelige fond, "The National Trust Fund", foretaget den 27. februar 1933. 
Overførslen fandt sted samme dag som rigsdagsbranden - en uge før det tyske valg 5. marts, og fire uger før nazisternes egentlige magtovertagelse den 24. marts 1933.

## Grundlæggelse
Koncernen blev grundlagt juledag i 1925 ved en gigantisk fusion mellem Bayer (27,4%), BASF (27,4%), Hoechst (27,4%), Agfa (9,0%), Chemische Fabrik Griesheim-Elektron (6,9%), og Chemische Fabrik vorm. Weiler Ter Meer (1,9%). Koncernen blev indtil den økonomiske krise i 1929 betragtet som et nationalt symbol på Weimarrepublikkens genrejsning efter det økonomiske kaos, der fulgte i kølvandet på kejserrigets nederlag i første verdenskrig.
Koncernens forskere leverede væsentlige bidrag til flere områder indenfor kemien: Otto Bayer udviklede fremstillingsmetoden til polyurethan i 1937, og flere af I.G.Farbens forskere modtog Nobelprisen, herunder Carl Bosch og Friedrich Bergius (Nobelprisen i kemi, 1931), Gerhard Domagk (Nobelprisen i medicin (1939) og Kurt Alder (kemi, 1950).

## Samarbejde med naziregimet
Efter nazisternes magtovertagelse udspilledes det tætte samarbejde med naziregimet. Alle koncernens aktiviteter var, ifølge anklagerne ved Nürnberg-processen, synkroniserede med naziregimets planer om opbygning af militæret til aggressiv krig i den hensigt at opnå overherredømme i Europa. I.G.Farbens øverste ledelse havde ifølge retsdokumenterne et afgørende ord i beslutningerne om, hvilke lande den tyske hær skulle invadere, sådan at koncernen smertefrit kunne overtage sine konkurrenter i nabolandene samt disse landes miner, råstoffer og kemivirksomheder. Disse konkurrerende virksomheder blev overbragt til I.G.Farben kvit og frit af værnemagten umiddelbart efter de tyske militære invasioner i Østrig, Tjekkoslovakiet, Polen, Frankrig, Norge og Sovjetunionen.
I 1920'erne havde koncernen desuden erhvervet patentet på insektmidlet Zyklon B, og leverede denne giftgas i krystalform til naziregimet, der tog Zyklon B i anvendelse til drab på fangerne i udryddelseslejrene Auschwitz og Majdanek. I.G.Farben drev desuden sine egne lejre, slavelejren I.G. Auschwitz og koncentrationslejren Buna/Monowitz. 
I.G. Farben havde frem til USA's indtræden i anden verdenskrig et nært samarbejde med de amerikanske olie- og kemivirksomheder Standard Oil og DuPont, hvilket ifølge Nürnberg-dokumenterne forsinkede de amerikanske selskabers udvikling af syntetisk gummi, sådan at Tyskland stod stærkere militært end sine modstandere ved krigens udbrud. Under krigen tvang I.G.Farben desuden ledelsen af virksomheden Norsk Hydro  til at indgå i et for Norsk Hydro skadeligt medejerskab af virksomheden Nordisk Lettmetall S/A. I.G.Farben-ledelsen blev dømt for dette forhold under punktet plyndring af fremmede virksomheder.

## Nürnberg dommen
Koncernen blev opløst af de allierede efter anden verdenskrig, og 13 ud af 23 anklagede medlemmer af I.G.Farben-ledelsen blev idømt fængselsstraffe ved Nürnberg-processens Trial no. 6 den 30. juli 1948 for deres medvirken til krigsforbrydelser, herunder spionage og plyndring af andre nationers virksomheder i de tysk-besatte områder, samt oprettelse og drift af I.G.Farbens koncentrationslejr Buna/Monowitz og dens koncentrationslejr I.G.Auschwitz under stærkt umenneskelige forhold.
Den ene af de tre dommere og reservedommeren i sagen ønskede også de anklagede dømt for planlægning og initiering af krig og konspiration imod freden, men de to dommere, som udgjorde flertallet i dommerkollegiet, frikendte dem for dette, idet de ikke mente det bevist, at I.G.Farben-ledelsen agerede på eget initiativ. De 13 dømte fik herefter mellem otte og to års fængsel.

## Efter Nürnberg
Efter Nürnbergprocessen blev I.G. Farben i 1951 opsplittet, og de oprindelige selskaber blev udskilt fra koncernen. De nuværende selskaber fra I.G. Farben er de samme som tidligere - kemiselskaberne Agfa og BASF, samt medicinalselskaberne Bayer og Hoechst (i dag Sanofi-Aventis).
Flere af de dømte I.G.Farben-ledere vendte tilbage til deres virksomheder efter udstået straf. Den dømte I.G.Farben-direktør, Fritz ter Meer, som fik syv års fængsel i Nürnberg, blev senere bestyrelsesformand i Bayer AG, og selskabet ærer ham stadig efter hans død - under stærk kritik fra jødiske organisationer. 